# Râul Pria, Crasna
Râul Pria este un curs de apă, afluent al râului Crasna și izvorăște din Măgura Priei, vârful cel mai înalt al Munților Meseșului.